# Georg Christopher Hauch
Georg Christopher (von) Hauch (6. maj 1751 i København – 9. november 1823 sammesteds) var en dansk officer.
Han var søn af general Andreas Hauch og Sophia Stürup, blev 1757 fændrik reformé i Kronprins Christians Regiment, 1758 virkelig fændrik, 1759 sekondløjtnant, 1763 virkelig premierløjtnant, 1770 kaptajn af infanteriet, 1772 kompagnichef og 1774 generaladjudant hos kongen. Hauch afgik 1781 fra Hæren og blev samme år kæmner ved Øresunds Toldkammer og kammerherre, 1804 oberst og chef for det borgerlige artillerikorps i Helsingør. Han døde den 9. (8.) november 1823 i København i staldbygningen bag Christiansborg Slot af apopleksi. Han ejede 1797 Nivågård, som han allerede solgte igen samme år.
6. februar 1784 ægtede han i Kastbjerg Kirke Juliane Kirstine baronesse Holck (1761 - 23. januar 1848 i Stege), datter af Erik Rosenkrantz baron Holck (1730-1777) og Hedevig Margrethe von Raben (1723-1791).
Han er begravet på Garnisons Kirkegård.